# نيلس بيرسون (متسابق يخت)
نيلس بيرسون (بالسويدية: Nils Persson)‏ هو متسابق يخت سويدي، ولد في 11 فبراير 1879 في ستوكهولم في السويد، وتوفي في 4 فبراير 1941.

## وصلات خارجية
- نيلس بيرسون على موقع اللجنة الأولمبية الدولية (الإنجليزية)
- نيلس بيرسون على موقع أوليمبيديا (الإنجليزية)
- نيلس بيرسون على موقع اللجنة الأولمبية السويدية (السويدية)